# Ixora araguaiensis
Ixora araguaiensis är en tvåhjärtbladiga växtart som beskrevs av Piero G. Delprete. Ixora araguaiensis ingår i släktet Ixora, och familjen Rubiaceae. Inga underarter finns listade i Catalogue of Life.